# Pyramodon parini
Pyramodon parini är en fiskart som beskrevs av Markle och Olney, 1990. Pyramodon parini ingår i släktet Pyramodon och familjen nålfiskar. Inga underarter finns listade i Catalogue of Life.